# Sociedad Deportiva Argentina
Sociedad Deportiva Argentina fue un equipo de fútbol amateur de la ciudad de Quito, capital de la República del Ecuador. Fue fundado el 9 de julio de 1940 buscando reeditar las hazañas del legendario Sociedad Deportivo Gladiador, los muchachos capitalinos quienes jugaban en las calles del centro de Quito Flores y Mejía donde se realizaban competiciones deportivas en la ciudad inspirados en los primeros mundiales de “football” pero especialmente en el atildado balompié del Río de la Plata en Argentina apodados "La Academia" debido a su gran juego y toque;el equipo de jóvenes ya con tres años de actividad como club se funda oficialmente en la tradicional Plaza del Teatro, el 9 de julio de 1940 Sociedad Deportiva Argentina, con la presencia del Embajador argentino, Don Manuel de Viale Paz, se hace la entrega de la bandera de Argentina, la dotación de los implementos deportivos y uniformes de este equipo que fueron celeste y blanco a rayas.

## Era Amateur
La verdadera fundación es el 9 de julio de 1937, “El Club Deportivo Argentina", entra en el tercer año de actividad deportiva, habiendo dejado escritas acciones de relevante mérito que le conceden derechos en las canchas. 
La actividad de los entusiastas muchachos del Argentina tiene la pauta de honradez y sinceridad, a su amparo se han fortalecido sus muchachos, cultivando el cariño por su club…”( Diario Últimas NOTICIAS , 09/07/1940).
En 1939, La Academia se corona como primer campeón interbarrial de Quito, en 1943 es campeón de segunda categoría y entra a la máxima división de aquel entonces para jugar en 1944.
S. D. Argentina, Vicecampeón de Quito, vence al 9 de Octubre ayer, 5 a 2. Esta mañana hizo su segunda presentación el equipo de fútbol ‘9 de Octubre’, de Guayaquil, enfrentando al adolescente cuadro ‘Argentina’ Vicecampeón local, que dio un campanazo en su breve historia deportiva al vencer al viejo 9 de Octubre por 5 goles a 2 que se anotaron los visitantes” (Diario El Universo , 25/09/1944).
SU PRIMERA ESTRELLA EN EL CAMPEONATO AMATEUR DE PICHINCHA MÁXIMA DIVISIÓN

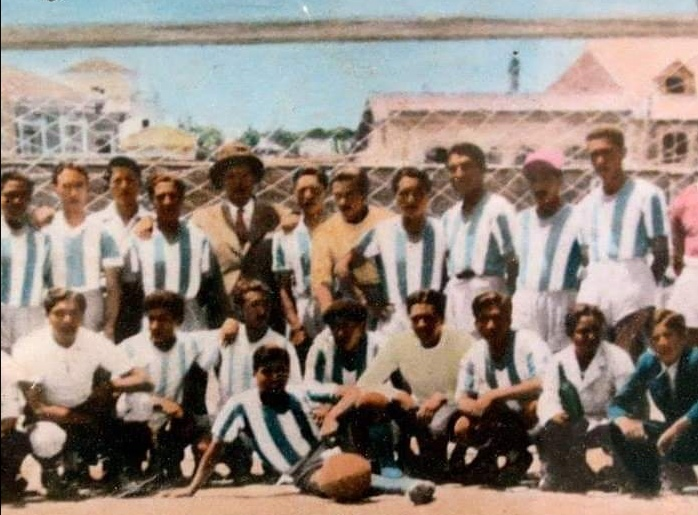
Equipo de la Sociedad Deportiva Argentina (1940), club de fútbol de Ecuador, actual "Deportivo Quito".

S. D. Argentina se mantiene en la máxima división, en 1945. Aucas creado en 1945 por la petrolera Shell, tenía los mejores jugadores de la zona debido a su solvencia económica para mantenerlos, fue un equipo poderoso. Aucas del período entre 1945 a 1949, fue el gran pentacampeón de Quito , pero es precisamente Sociedad Deportiva Argentina quien le quita el invicto, siendo la academia campeón amateur de la Provincia de Pichincha en 1950.

## Presidentes

### Listado de todos los tiempos
Desde su fundación, el equipo tuvo los siguientes presidentes antes de su refundación en 1955:
| Periodo     | Presidente                      |
| ----------- | ------------------------------- |
| 1940 - 1941 | Ing. Arturo Freire              |
| 1942        | Dr. Rubén Darío Morales         |
| 1943 - 1947 | Sr. Augusto Ramos               |
| 1948 - 1949 | Sr. Simón Weiss (1)             |
| 1950        | Sr. Oswaldo Ycaza Maya          |
| 1951 - 1952 | Sr. Simón Weiss (2)             |
| 1953        | Sr. Pablo Guerrero Torres       |
| 1954        | Sr. Cristóbal Ponce Ribadeneira |

## Era Profesional
En 1954 Sociedad Deportivo Argentina participa en el Campeonato Profesional Interandino quedando en tercer lugar, Campeonato Profesional Interandino 1954, inaugurando este campeonato en un partido contra Liga deportiva Universitaria por marcador favorable de 4 a 2. 
En 1955 en una asamblea por disposición reglamentaria del ente regulador de fútbol no se podía aceptar un nombre extranjero, excepto al equipo de España (pues se reconocía la madre patria, eso decían), entonces el exjugador del Gladiador (que surgió del Sport Club Quito, el equipo de la ciudad) Galo Plaza Lasso y exalcalde de la capital y expresidente de la República, mencionó que el club debe llamarse Sociedad Deportivo Quito argumentando algunas experiencias e historia. La asamblea de socios acogió el pedido de Plaza y dictaminó el 27 de febrero de 1955 con el nombre de Sociedad Deportivo Quito ya formado como equipo profesional participa del Campeonato Profesional Interandino quedando tricampeón de torneo en los años 55, 56 y 57 venciendo a Liga Deportiva Universitaria y Sociedad Deportiva Aucas, posterior participa en el Campeonato Ecuatoriano de Fútbol 1957 jugando el primer partido nacional frente a Barcelona SC en el mítico y ya desaparecido Estadio El Ejido llamado como el Arbolito.
- Datos: Q6130801